# Réseau national intégré de radiocommunication
Le Réseau national intégré de radiocommunication (RENIR) est le système de transmission de voix et données officiel du gouvernement du Québec. Il assure les services de radiocommunication aux organisations de police, de sécurité civile et services publics qui œuvrent dans le territoire québécois, au sud du 51e parallèle. 
Étant donné la grande taille du territoire québécois, le RENIR est l'un des plus grands réseaux de radiocommunication au monde. La gestion du RENIR était sous l'autorité du Centre de services partagés du Québec. Le contrat pour le RENIR a été confié à Motorola Solutions. Ce contrat vaut 210 millions de dollars et s'échelonne sur une dizaine d'années.
Depuis 2009 pour les coûts d’investissement et d’exploitation nets de l’amortissement, soit quatre fois plus cher que prévu. L’investissement devait coûter 144 millions $ et dépasse maintenant les 344 millions $. Le Centre de services partagés du Québec avait prévu 24 millions $ d’exploitation par année et fixe aujourd’hui cette somme à 80 millions $ par année. Inclus : nombreux services de consultants, droits d’auteurs, licences et logiciels, entretien et réparations, des amortissements et frais financiers, frais d’infrastructure technologique, les serveurs et des dépenses nécessaires à la réalisation du projet comme des ordinateurs, des téléphones, etc.  
160 millions $ Pour maintenir en vie le vieux système de communication aux services de polices provinciaux en raison des ratés  
Total de 940 millions $ soit une augmentation de 700 % du coût initial. 
Cette somme dépassera le milliard dans les prochains mois en raison des ratés de la migration de RENIR aux services de polices.